# 叉斑狗母鱼
叉斑狗母鱼（学名：Synodus macrops），又稱大目狗母魚，为輻鰭魚綱仙女魚目合齒魚亞目合齒鱼科狗母鱼属的鱼类。分布于印度太平洋區，從紅海至安達曼海、日本南部、澳洲等海域，棲息深度35-200公尺，體長可達20公分，為底棲性魚類，生活在沙底質海域，屬肉食性，生活習性不明，可作為食用魚。